# Дарка
Дарка (груз. დარყა) — село в Грузии, на территории Сачхерского муниципалитета края (мхаре) Имеретия.

## География
Село находится в центральной части Грузии, на левом берегу реки Квирилы, на расстоянии 13 километров к востоку от города Сачхере, административного центра муниципалитета. Абсолютная высота — 627 метров над уровнем моря.

## Население
По результатам официальной переписи населения 2014 года, в Дарке проживало 415 человек (218 мужчин и 197 женщин). В национальной структуре населения грузины составляли 99,3 %, осетины — 0,5 %, русские — 0,2 %.
| Год  | Население, человек |
| ---- | ------------------ |
| 2002 | 540                |
| 2014 | ↘ 415              |